# Rachispoda joycei
Rachispoda joycei är en tvåvingeart som beskrevs av Wheeler 1995. Rachispoda joycei ingår i släktet Rachispoda och familjen hoppflugor.
Artens utbredningsområde är Paraguay. Inga underarter finns listade i Catalogue of Life.